# 張鰲山
張鰲山（1483年—？），字汝立，江西吉安府安福縣人，民籍，明朝政治人物、同進士出身。

## 生平
江西鄉試第五十名。正德六年（1511年）辛未科會試第二百九十名，登進士第三甲第二百零四名。選翰林院庶吉士，拜監察御史，督學南畿。因耿直為人誣陷，落職家居而卒。。

## 家族
曾祖父張洪，曾任監察御史贈南京都察院右御史；祖父張敷華，曾任都察院左都御史；父親張偉，曾任義官。母劉氏。具庆下。